# Westhill
Westhill är en ort i Storbritannien.   Den ligger i kommunen Aberdeenshire och riksdelen Skottland, i den norra delen av landet, 600 km norr om huvudstaden London. Westhill ligger 127 meter över havet och antalet invånare är 10 392.
Terrängen runt Westhill är platt. Runt Westhill är det tätbefolkat, med 276 invånare per kvadratkilometer. Närmaste större samhälle är Aberdeen, 11,0 km öster om Westhill. Trakten runt Westhill består i huvudsak av gräsmarker.